# カザフスタン料理

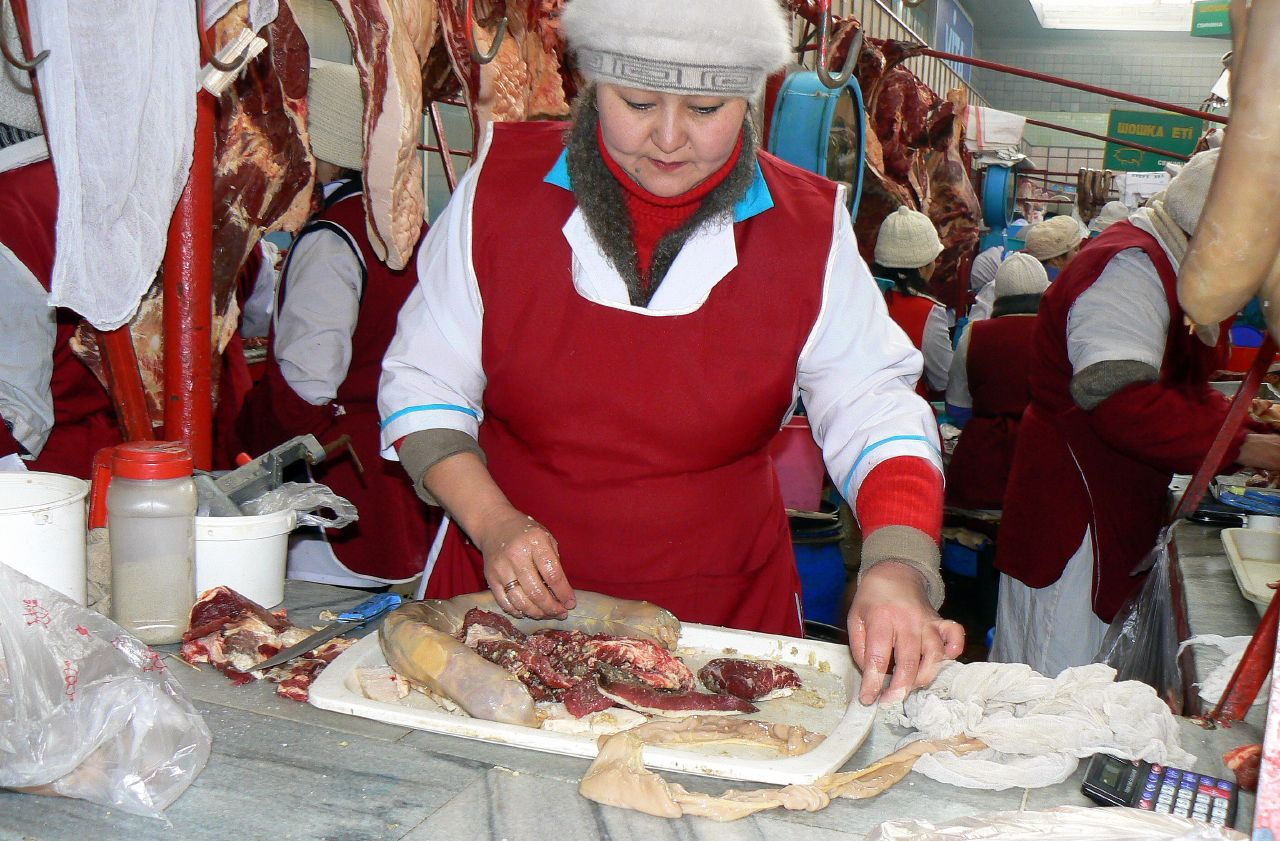
調理中のカザフ人女性
画像は馬肉の腸詰を作る様子を写したもの

カザフスタン料理（カザフスタンりょうり）は、カザフスタンで食されている料理。

## 特徴

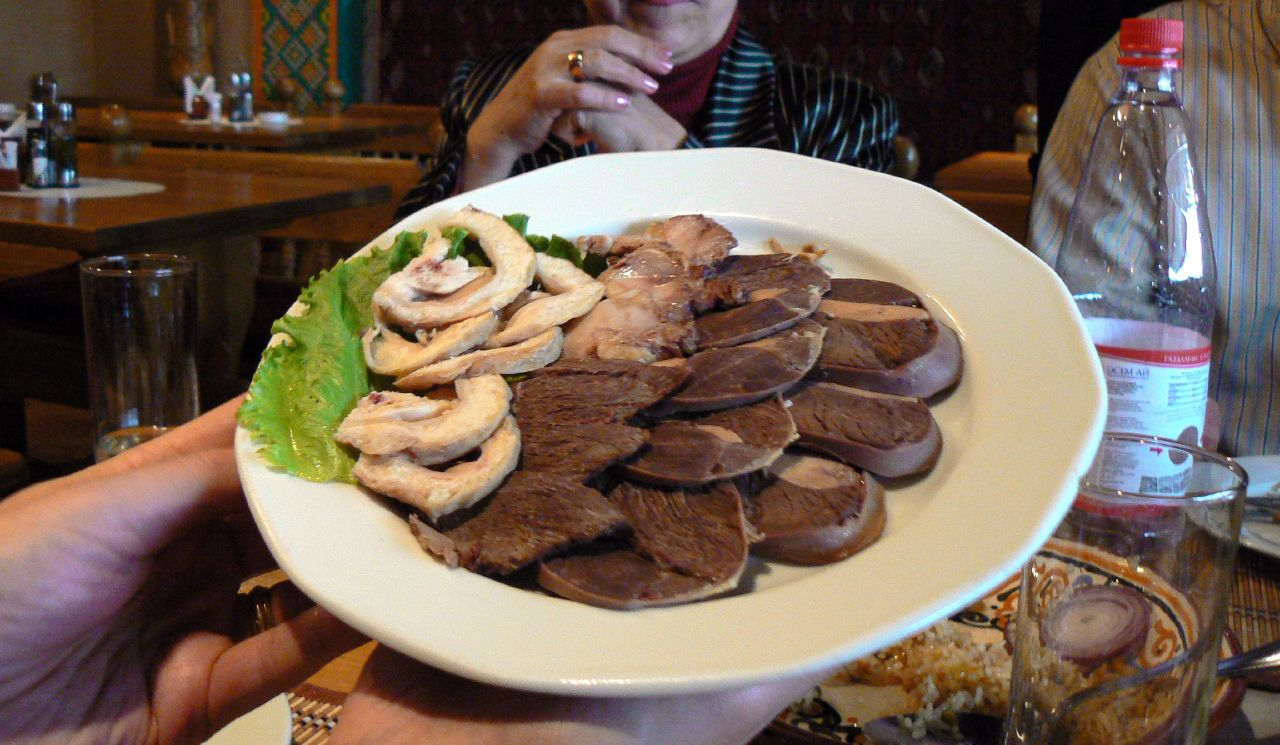
馬肉が伝統的に前菜として出される。左から胃、焼いた馬肉、腸詰

カザフスタンの伝統料理では羊肉や馬肉、その他乳製品を用いることが多い。何百年という期間を通して、カザフスタンではヒツジ、ラクダ、ウマなどを飼う遊牧民としての生活を送ってきており、これらの動物を交通手段や衣服、食事など幅広い用途に使用してきた。カザフスタン料理の料理技術や主な食材はこの遊牧民的な生活様式に大きな影響を受けている。例えば、料理技術の大部分は食材や料理の長期保存技術のためのものである。長期保存のための肉の塩漬けや乾燥に関する技術に関しては非常に多くの種類が存在し、遊牧民生活において保存を容易にするためサワーミルク (発酵乳)が好まれる傾向にある。
肉はカザフスタン料理において必ずといっていいほど使用される食材であり、カザフスタンの伝統料理では通常ゆでた肉を使用する。馬肉や羊肉は肉の中でも最も一般的に使用され、ゆでた後細かく切り分けずにそのまま提供されることも多い。カザフスタンの人々は屠殺用に残しておくウマに関しては特に大事に育てており、他のウマとは別にしっかりと餌をやって走行が十分にできない状態にまで肥え太らせてから食する事が多い。

## 伝統料理
ベシュバルマクはゆでた馬肉もしくは羊肉で作られる料理で、カザフ語ではカザクシャ・エト（қазақша ет）つまり「カザフの肉」と呼ばれる、カザフスタンで最も人気のある料理である。ベシュバルマクはバシキール語などで「5本の指」という意味であり、もともとは5本の指を使って食べたことに由来している。ゆでた肉のかたまりを切り分け、もてなす側が主賓から順に提供していく。ベシュバルマクは通常ゆでた幅広の麺とともにソルパ（сорпа）と呼ばれる肉の出し汁をかけ、ケセ (кесе)と呼ばれる、日本の茶碗に似た伝統的な木製の食器に入れて供される。他の人気のある肉料理としてはカズィ (Казы, 高価な馬肉ソーセージ)やシュジュク (Шұжық、馬肉ソーセージ)、クイルダク (KuyrdakもしくはKuirdak、ウマやヒツジ、ウシなどの肝臓、腎臓、心臓やその他のもつを細かく刻み、玉ねぎやピーマンと炒めた料理)、その他ジャール (zhal、ウマの首から採れる脂身の燻製)、ジャーヤ (zhaya、ウマの尻や後ろ足の肉を塩漬けにし、燻製にした料理)などのウマの様々な部位を利用した料理がある。肉料理以外で人気のある料理としてはパラウ (Палау)がある。これは人参や玉ねぎ、ニンニクを肉とともに炒めた後米を加え、炊きあげた料理である。シャルガムはハツカダイコンのサラダである。

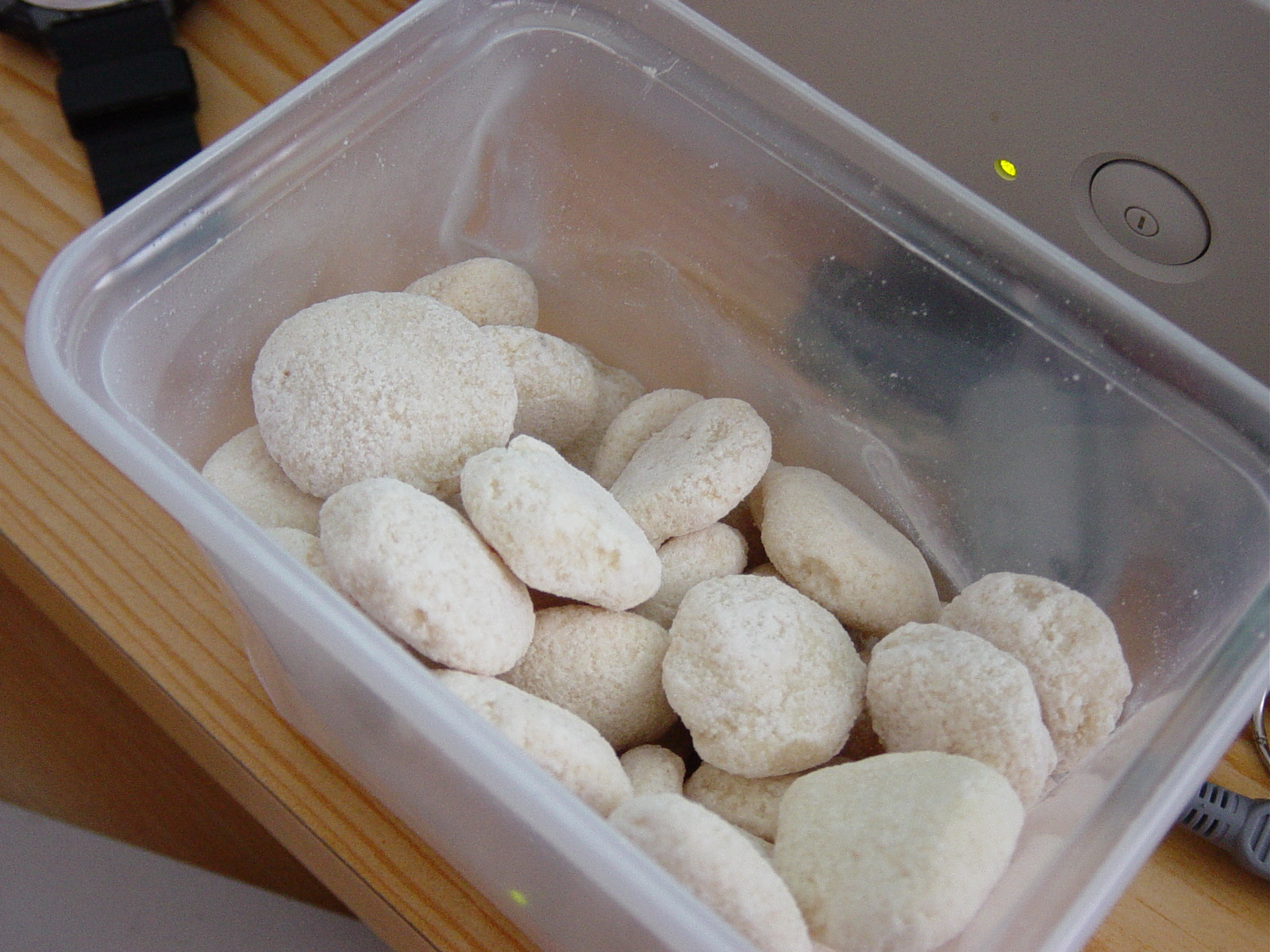
クルト

キルマイ (Kylmai) は秋から冬にかけて作られるブラッドソーセージで、秋に屠殺した動物の挽肉の塊を脂、血液、ニンニク、塩、胡椒と混ぜ、腸に詰め、長期保存のための工程を経て作られる。燻製にしたものは非常に長期間保存できるためカザフスタン料理において非常に重要な料理である。ザウブレク (Zhauburek) は、小さく切った肉を直火で焼いた、猟師や旅行者に人気のある料理である。ウルペルシェク (Ulpershek) はウマの心臓や大動脈、脂肪を薬缶で煮込んだ料理であり、よく結束の印として義理の姉妹の間でわけあって食べる。カズィ (Казы) はウシが仔牛を産む春に食べる大型のソーセージであり、米やクルトとともに供される。ミパラウ (Mypalau) はヒツジの脳を木製のボウルに入れ、ヒツジの骨髄や他の部位の肉とともに塩で味付けをした羊脂の出汁やニンニクを加えた料理であり、主賓に対して出される事が多い。アクシェレク (Akshelek) はラクダを屠殺して肉を料理した後に子どもたちに与えられるラクダの大きな骨を指す。
ジャール (Zhal) はウマのたてがみの下にある脂肪部分であり、一頭から取れる量が極めて少ないことから特別な客に対してのみ出される料理である。ジャーヤはウマの尻の肉であり、茹でて食卓に上ることが多い。アク・ソルパ (Ak Sorpa) は秋に作られる白いだし汁で、裕福な人間のための特別な料理である。クイリク・バウィル (Kuiryk-bauyr)は結婚式などの宴会において血縁関係のある人間に振舞われる料理であり、ゆでた肉をうすくそぎ切りにし、サワーミルクや塩味の効いただし汁を加えて供される。

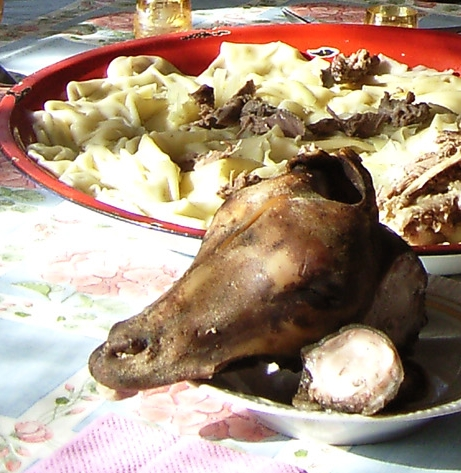
カザクシャ・エト（ベシュバルマク）
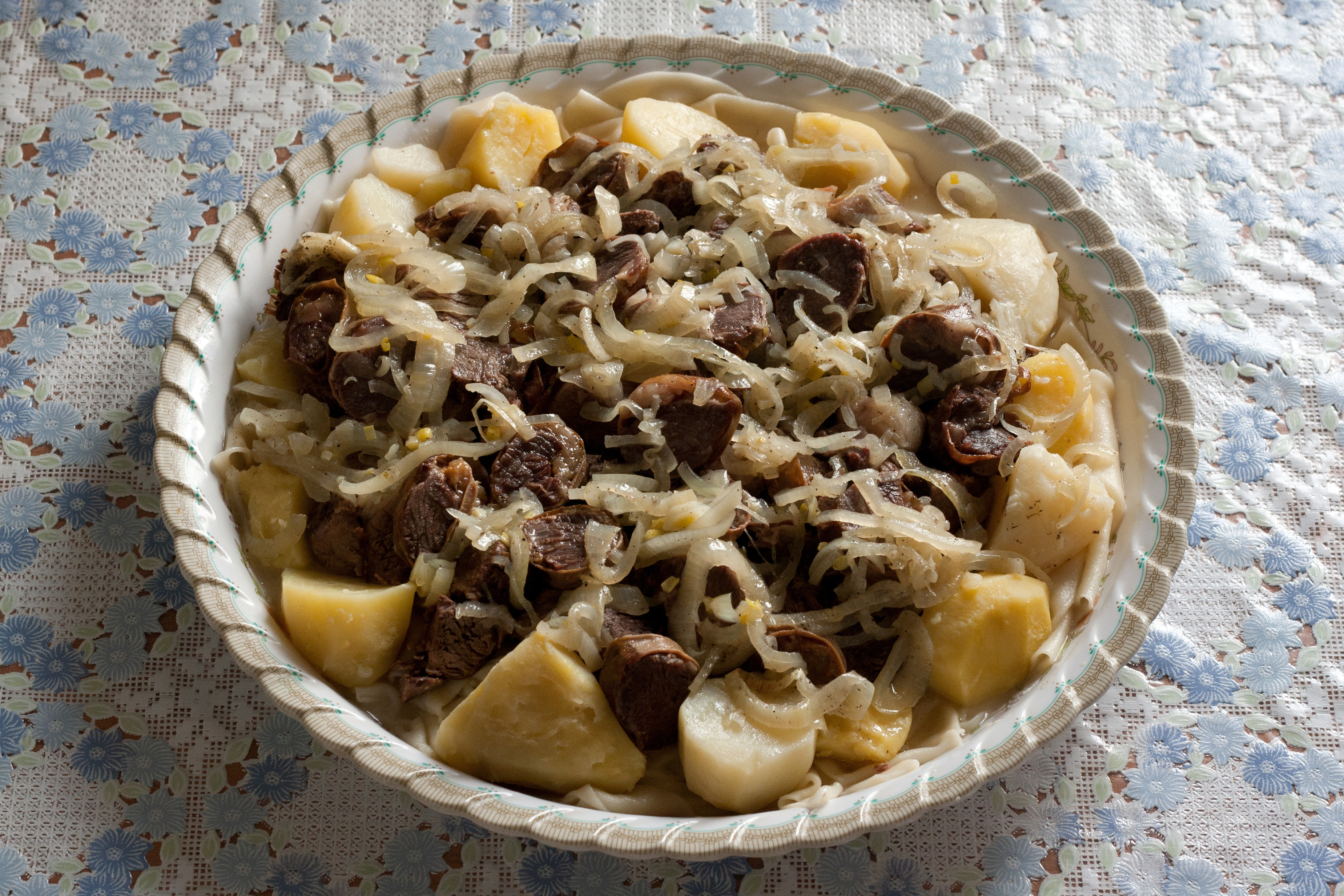
カザクシャ・エト
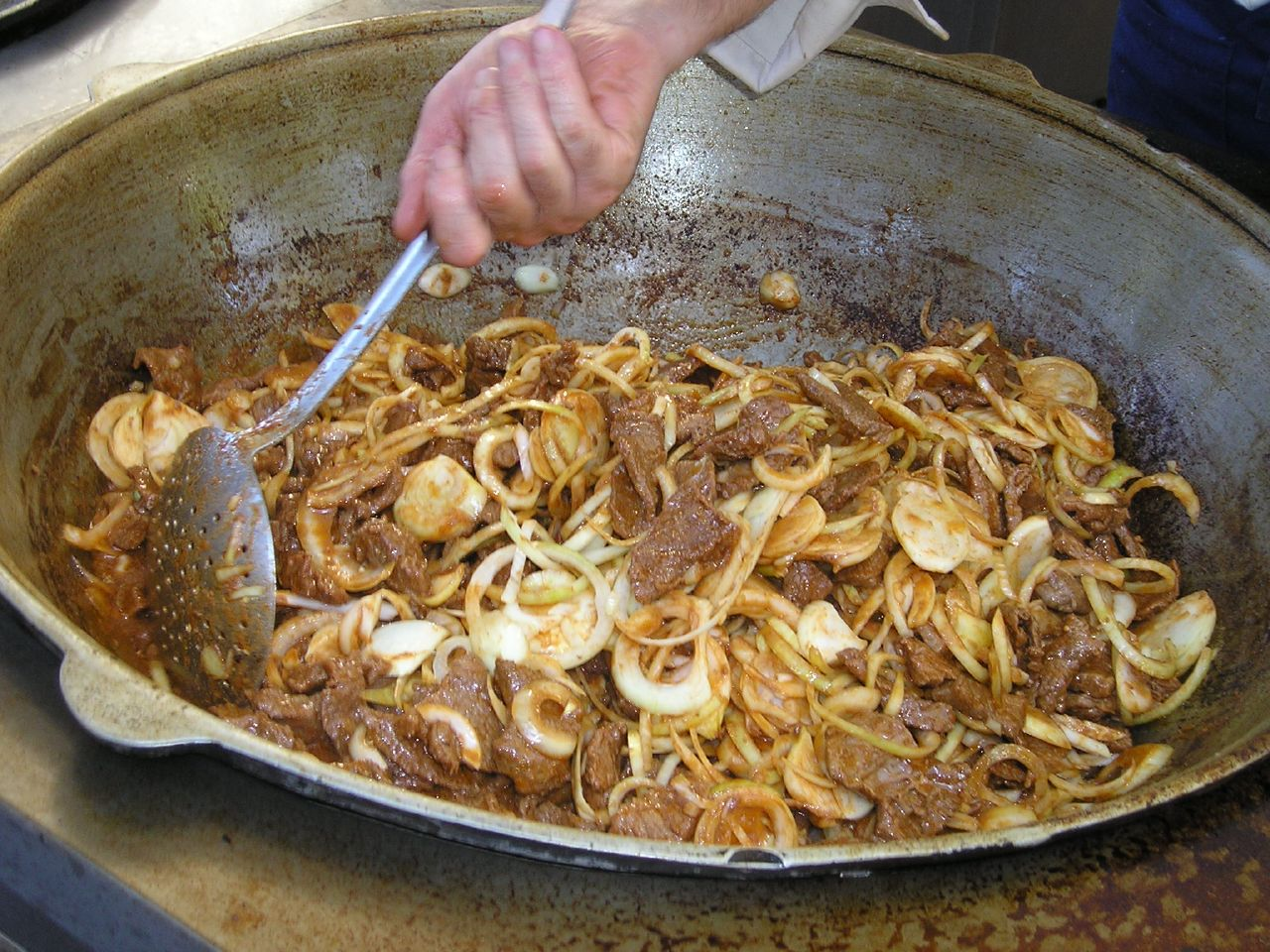
クイルダク
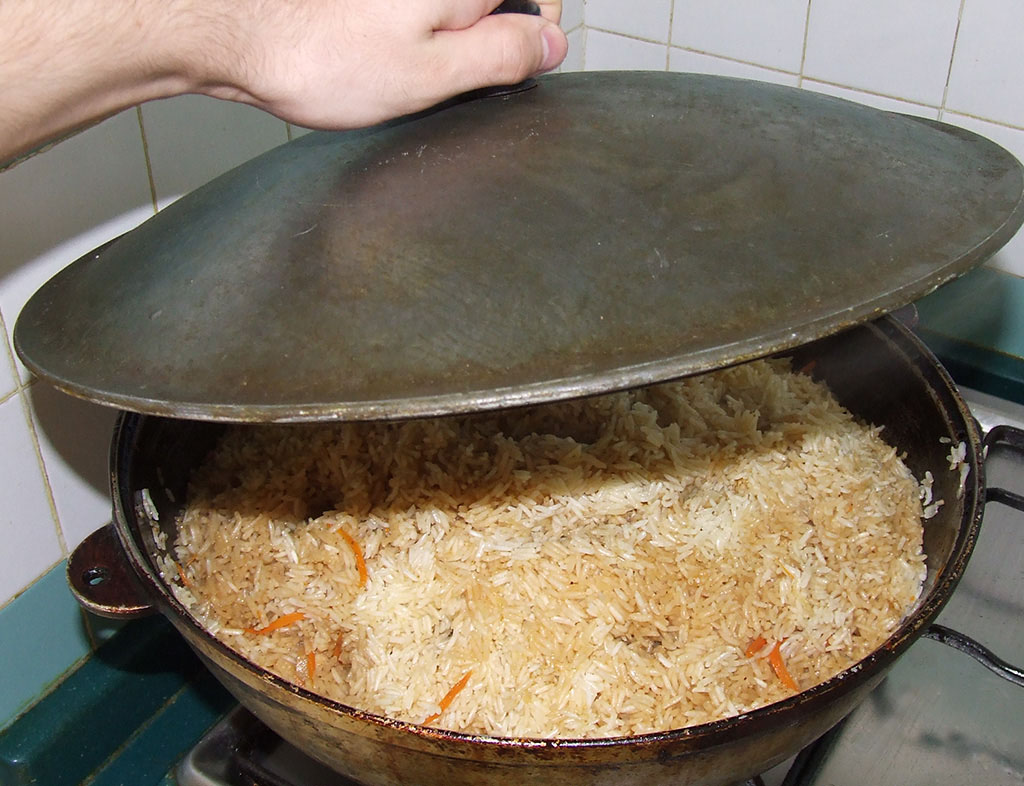
鉄製の大釜（カザン）で作られるパラウ

伝統的な乳製品には以下のようなものがある。スート (Сүт) は乳のことで、沸騰させてから飲む。カイマクは沸騰させた乳から作られるサワークリームであり、時に茶とともに供される。サリ・マイ (Sary mai) は日が経った乳から作るバターで、しばしば革袋に入れて作られる。クルト (құрт) は濃いサワークリームを圧縮し、白く塩辛い味がするまで乾燥させて作る。イルムズィク (Irimzhik) は春に作られるフレッシュチーズで、脱脂していないそのままの乳を沸騰させた後にサワークリームを加えて作る。スズベ (Suzbe) とカツィク (katyk) は水気をしぼって濃縮したサワーミルクである。コリクツィク (Koryktyk) は遊牧民の料理で、ステップで作られる凝乳である。トサプ (Tosap) は金属製の鍋の内側に付いた乳の浮き滓から作られるもので薬として利用される。アイラン（Айран）は冬季や夏季に飲用されるサワーミルクである。シュバト (шұбат、ラクダの乳を発酵させた酒）やカマズ（Қымыз、馬乳酒) は健康によい食品として摂取されることが多い。
- クルト

カザフスタン料理において小麦粉を使用した料理としては、バウルサク（бауырсақ）やシェルペク（Шелпек）、マンティ（Мәнті）、ナン (нан)等がある。バウルサクは生地を丸めて揚げたパンで、シェルペク (shelpek) は同じように作られるが平たい揚げパンである。マンティ は羊肉や牛肉などの肉、塩、胡椒、香辛料などを混ぜたものを小麦粉の生地に詰めて蒸し上げた料理で、餃子のようなカザフスタンの人気料理である。マンティは何層もの段がある蒸し器で蒸しあげ、バターやサワークリーム、タマネギのソースをつけて食べる。タンディール・ナン (Тандыр-нан) はタンディールという釜で焼いた伝統的なパンで、シルクロード沿いの都市で一般的である。
クイマク (Kuimak)、カッタマ（Қаттама）、オイマ (oima)は油で揚げたさくさくした平たいケーキで、クリームをつけて食べる。

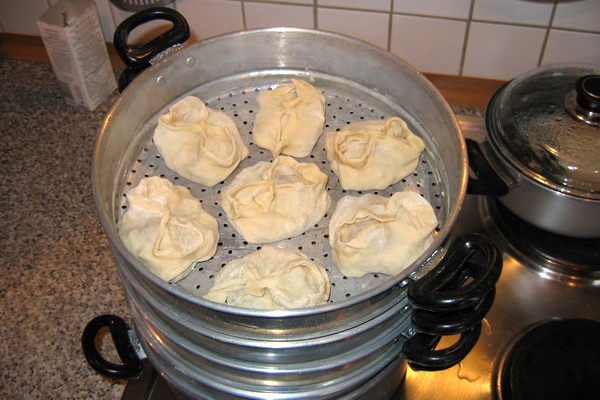
蒸し器に入ったマンティ
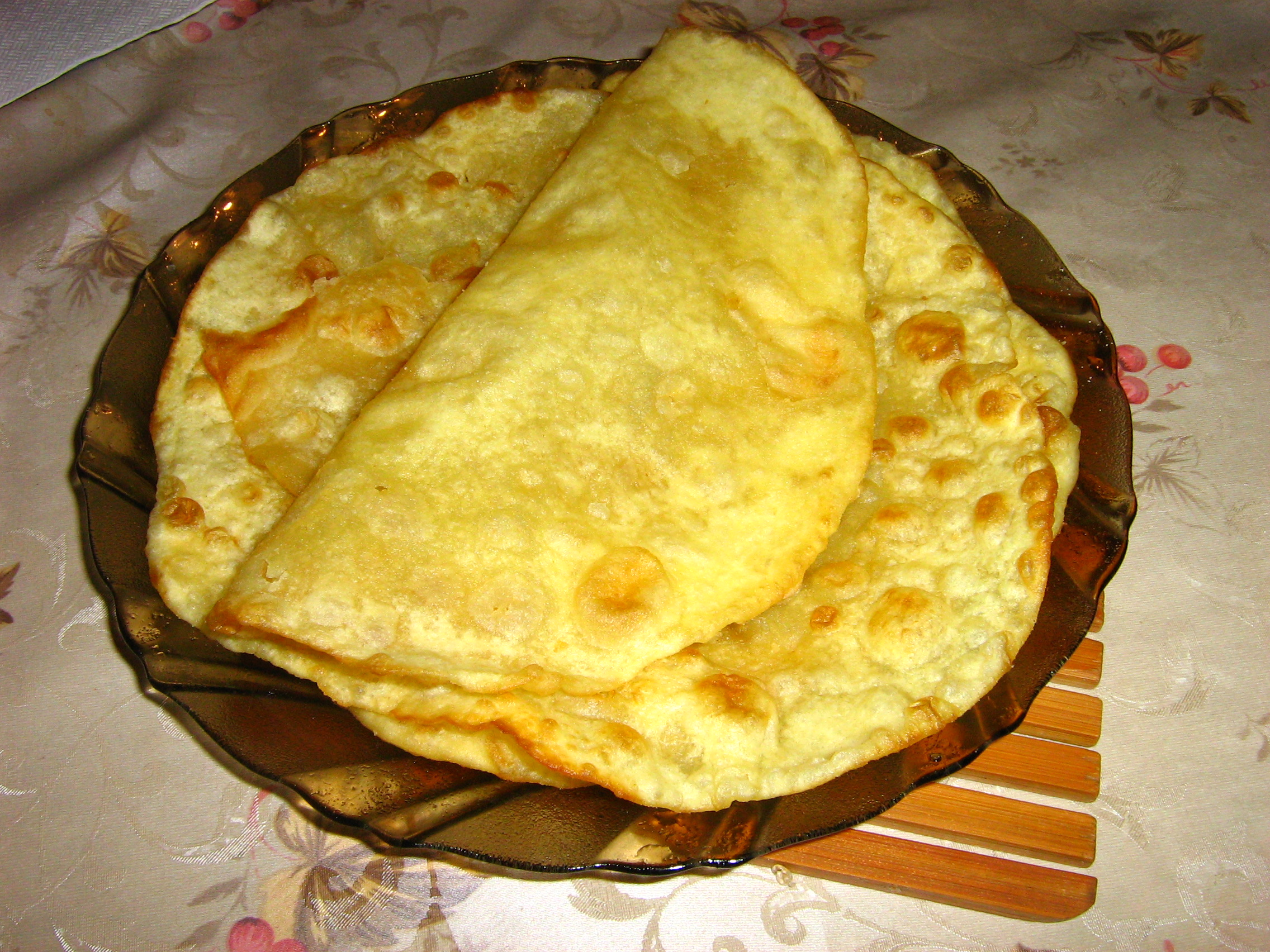
平たい揚げパン、シェルペク

季節の料理として、イスラム暦の正月（ナウルズ）に食べられる粥（クジェ、コジェ）がある。新年を迎えるにあたって一家の繁栄や幸福を願い、キビなど7つの素材を使用して作られる。

## 飲料
伝統的な飲料としては、ウマの乳を発酵させたカマズやラクダの乳を発酵させたシュバト,、牛乳を発酵させたアイランや発酵させたヒツジの乳およびこれらの加工品であるカイマク、カツィク、アイラン (バターミルク)、サワーミルクを乾燥させ丸く成形したクルト、イリムシク (irimshik、クルトに似ているが、丸く成形しない）などがある。これらの飲料は伝統的に主菜と共に出されるが、食事ではカマズを飲んだ後に紅茶が出されて食事を終えることが多い。アダイ・カザフ人（小ジュズ・バイウル部族の一氏族）の間では、シュバトが夏季に人気のある飲み物となっている
紅茶はシルクロードが成立した後中国から入ってきたものであり、伝統的に主菜を食べ終わった後デザートとともに飲む。今日では乳入りの茶はほとんど他の伝統的な飲料に変わる立場を獲得している。

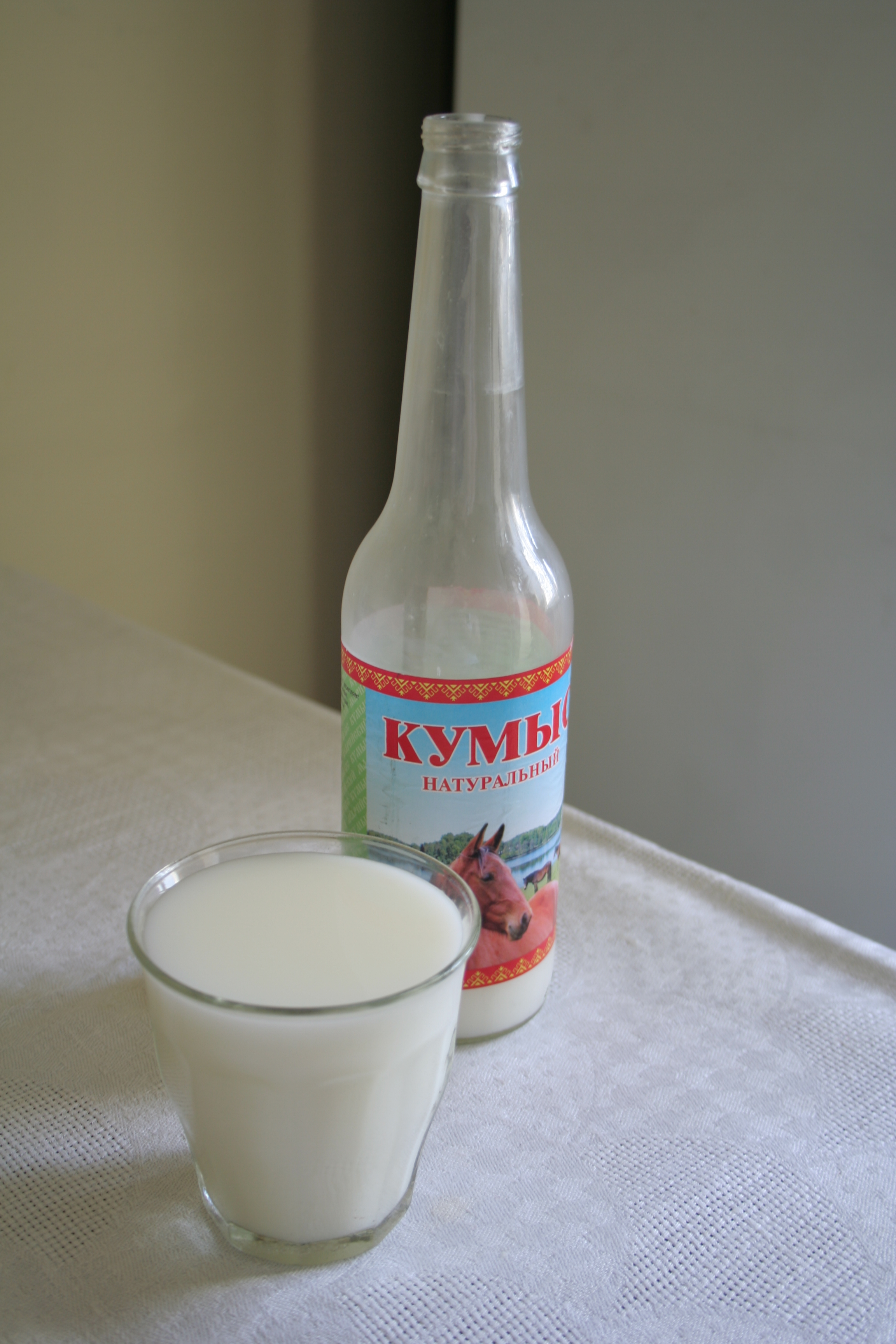
カマズの入った容器とグラス

## デザート
伝統的なデザートとしてはバウルサク（баурсақ）やチャクチャク（Чак-чак）、ジェント (жент)などがある。

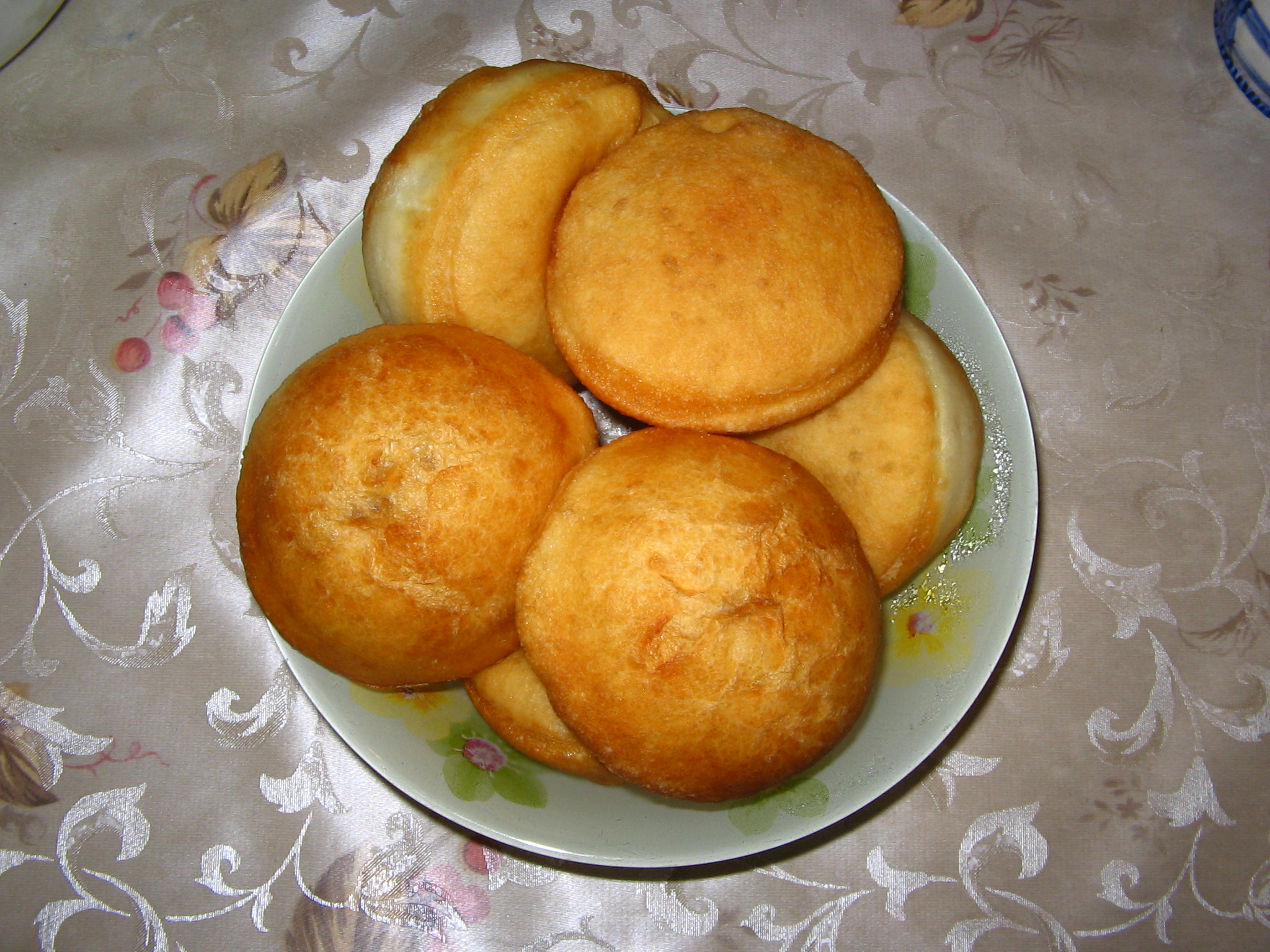
バウルサク
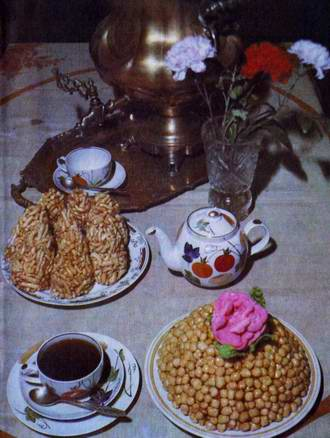
チャクチャク（右）

## 外国料理の影響
カザフスタンの食文化や料理にはカザフ人の伝統的な遊牧民の生活の中で培われてきた料理やその技術に加えて、他の中央アジアの国々や民族の料理の影響が強く見られる。 影響を受けた民族料理としては、ロシア人、タタール人、ウクライナ人、ウズベク人、ドイツ人、高麗人、ウイグル人などの料理がある。カザフの伝統料理は肉と乳製品を基礎としているが、近年ではこれらの料理の影響を受けた結果、野菜を使った料理が多く見られるようになった他、魚肉や海産物、オーブンを用いた焼きもの料理、甘いデザートなども見られるようになっている。

## 調理・食事作法
遊牧民の料理においては、移動式家屋に住み住居を転々とすることから料理器具の数は必要最小限にする必要がある。加えて、電気や水道のような贅沢な設備は存在しない。鉄の大釜カザンはカザフスタン料理において代わるもののない重要な地位を占める。カザンはパラウやスープ、パンを焼く際にも使用される。浅いカザンなら、裏返した鍋の裏で平たいパンを焼くことができるからである。ヒツジやヤギはその多くが乳を絞るために利用され、これからチーズなどの乳製品が作られる。
宴会の主人は肉を自分で切り分け、一番うまく切れた部分を主賓に捧げる。この肉は茹でたパンなどともに食することが多い。食事の際、主賓に対しては調理したヒツジの頭部が出されることがあり、宴会や儀式などの場においては同席した人々に回していく。カザフスタンの習慣においては、客は常に上座を与えられ、特別な歓待を受ける。
カザフスタンの人々は伝統的にダスタルハン (дастархан) と呼ばれる低いテーブルにテーブルクロスをかけて食事を行う。カザフスタンの人々は出来る限り美しい食器を使用する伝統を有している。クムスは銀の装飾のついた口の広いボウルもしくは絵付けされたカップで供され、 肉は大皿に乗せて供される事が多い。茶は装飾が施されたティーポットで淹れ、愛らしいカップに注いで出される。珍しいことに、乾燥したメロンや動物の小腸が面白い形に編み合わされることがよくあり、パンにはベリーの汁で花模様が描かれる。大きく深いボウルは乳製品を供するために使用され、小さな木製の鉢は小麦粉の生地を作るために使用される。さらに、どの家庭にも木製の匙があり、これらは手入れがされ木箱もしくはフェルト製のカバーに入れて持ち運ばれる。これはカザフスタンの食文化における匙の重要性を示している。